# Tethylembos viguieri
Tethylembos viguieri is een vlokreeftensoort uit de familie van de Aoridae. De wetenschappelijke naam van de soort is voor het eerst geldig gepubliceerd in 1911 door Chevreux.